# Расовая теория нацизма

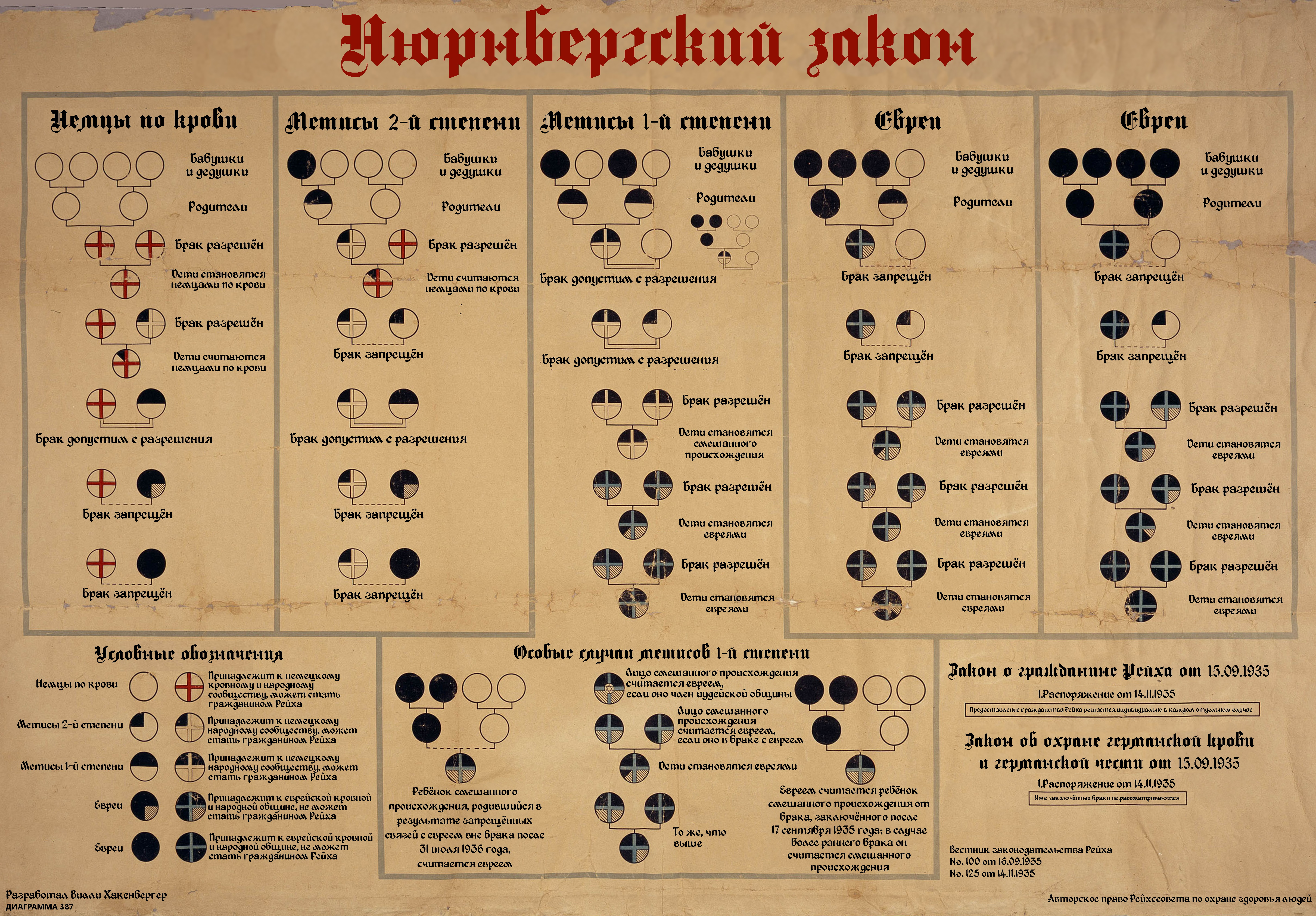
Диаграмма 1935 года, объясняющая Нюрнбергские расовые законы, определяющие принадлежность к «арийцам», евреям или мишлингам (перевод)

Ра́совая тео́рия наци́зма — расовая теория, принятая в рамках идеологии и политики национал-социализма. Включает идею «арийской расы», её биологического и культурного превосходства над другими расами, которые рассматриваются как «неполноценные», расовый антисемитизм («семитская раса» — евреи — рассматривается как антипод и главный враг «арийской»), конспирологическую идею о «мировом еврействе» как главном враге германской нации, славянофобию. Теоретическая основа расовой политики нацистской Германии (1933—1945 годы).
Концепция «расовой гигиены» подразумевала необходимость разделения людей на представителей «высшей расы» и «низших элементов» и необходимость соответствующего отбора. По этой концепции, первых следовало искусственно поддерживать, тогда как воспроизводство вторых требовалось предотвращать; смешение же рас даёт нежелательные последствия — мишлингов. Эта концепция также требовала проводить стерилизацию или уничтожение алкоголиков, эпилептиков, лиц с различными наследственными болезнями, слабоумных. Стремление к поддержанию «расовой гигиены» проявилось в государственных программах принудительного истребления различных категорий граждан (см. «Программа Т-4»).
Руководство Германии в 1933—1945 годах, опираясь на идеологию и расовую теорию нацизма, проводило жесточайшую внутреннюю и внешнюю политику, в том числе преследование и массовое уничтожение представителей различных этнических и социальных групп (советских военнопленных, поляков, евреев, цыган, безнадёжно больных и инвалидов и др.).

## История
Хотя термин «евгеника» был введён лишь в 1883 году Фрэнсисом Гальтоном, идея отбора людей по наследственным признакам восходит к древности, и обсуждается, например, в «Государстве» Платона, а также впоследствии в «Утопии» Томаса Мора и «Городе Солнца» Томмазо Кампанеллы.
Нацистская концепция «арийской расы» развилась из более ранней супремасистской концепции расы, поддерживавшейся такими расовыми теоретиками, как Артюр де Гобино и Хьюстон Чемберлен. Нацистские теоретики оценили сочинение Гобино «Опыт о неравенстве человеческих рас» (1853—1855) настолько высоко, что отобранные фрагменты из него публиковались в 1930-е годы в популярных антологиях о расах и включались в обязательные школьные учебники.
«Опыт о неравенстве человеческих рас» Жозефа де Гобино впервые совместил идею евгеники с общими наблюдениями внешних различий людей разных народов, положив начало теориям расизма (как биологического, так и духовного), имевшим успех в Европе вплоть до окончания Второй мировой войны.
Иоганн Гердер (1744—1803), Иоганн Фихте (1762—1814) и другие немецкие романтики полагали, что каждый народ обладает своим собственным специфическим гением (духом), запечатленным в глубоком прошлом, который должен выразить себя в национальном духе (нем. Volksgeist). Национальный дух, согласно их философии, является сверхсилой и обладает собственной духовной вселенной, чья внешняя форма проявилась в национальной культуре. Подобные иррационалистические учения стали соотноситься с учением о происхождении. Определённое влияние в распространении такого рода расизма оказал немецкий композитор Рихард Вагнер (1813—1883), который полагал, что героический германский дух был занесён вместе с нордической кровью. Впоследствии юношеское увлечение Адольфа Гитлера музыкой Вагнера переросло в почитание его идей.
В начале XX века в Германии очень широко были распространены статьи и брошюры с изложением расовой теории, которые превозносили «германскую» и всячески унижали «семитскую расу» — евреев. Евреев относили к низшей, «неполноценной» расе. Итоги первой мировой войны усилили расистские настроения. Писатели-расисты, разочарованные поражением, воспевали благородного немецкого солдата с чистой кровью. Евреи изображались виновниками всех постигших Германию бед. Так были сформированы стереотипы положительного немецкого героя-«арийца» и отрицательного еврея. Эта теория превосходства «расы господ» и была принята нацистами.
Хотя доминантой идеологии национал-социалистов был антисемитизм, врагами считались и другие народы, которые объявлялись неполноценными: французы (как «негроиды»), славяне (как «неспособные к творчеству») и т. п.

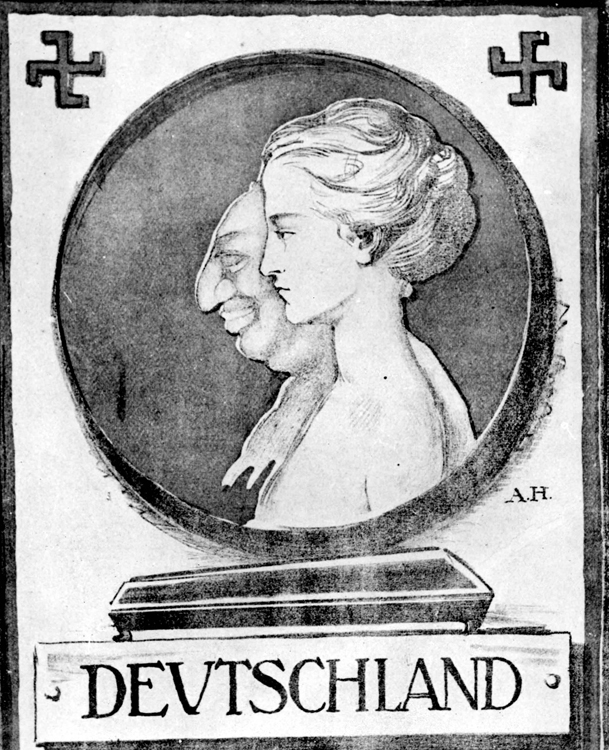
Стереотипные изображения еврея и «арийки». Германия, 1920

Национал-социализм не был детально разработанным, непротиворечивым учением. Центральной идеей стала «арийская раса» и её противопоставление и противоборство с враждебной «семитской расой» (евреями). Эта идея служила основой для радикального, охватывавшего все сферы человеческой жизнедеятельности антисемитизма, определявшего в свою очередь стремление к борьбе против марксизма, большевизма, пацифизма, либерализма и демократии — согласно нацистскому учению, проявлений и инструментов реализации интересов «мирового еврейства». История понималась как непрерывная «расовая борьба» воспринимаемых с биологической позиции народов за выживание, защита и расширение необходимого им «жизненного пространства». Конечным результатом этой борьбы считалось установление мирового господства «арийской расы», превосходящей другие расы в биологическом и культурном отношении и занимающей высшую позицию в «расовой иерархии» — расы естественных господ. Идеология включала милитаризм: война была представлена естественным состоянием человечества, законным и единственно возможным средством утверждения мирового лидерства «народа-господина». Залогом победы в этой борьбе должна быть консолидация немецкой нации под руководством единого вождя («фюрера»), «расовая гигиена» — очищение нации от «расово чуждых» и «неполноценных» элементов, а также укрепление её «физического здоровья».
Нацистская концепция расы не была строгой и неоднократно менялась в политических целях. Расовые признаки Гитлера и многих других нацистских лидеров не соответствовали «арийским» стандартам.

## «Арийская раса»
«Арийцами» назывались древние индоевропейцы, рассматриваемые как отдельная раса, а из современных народов — немцы и родственные им германские народы, которые, согласно нацистской идеологии, являются наиболее «расово чистыми» существующими народами «арийского происхождения».

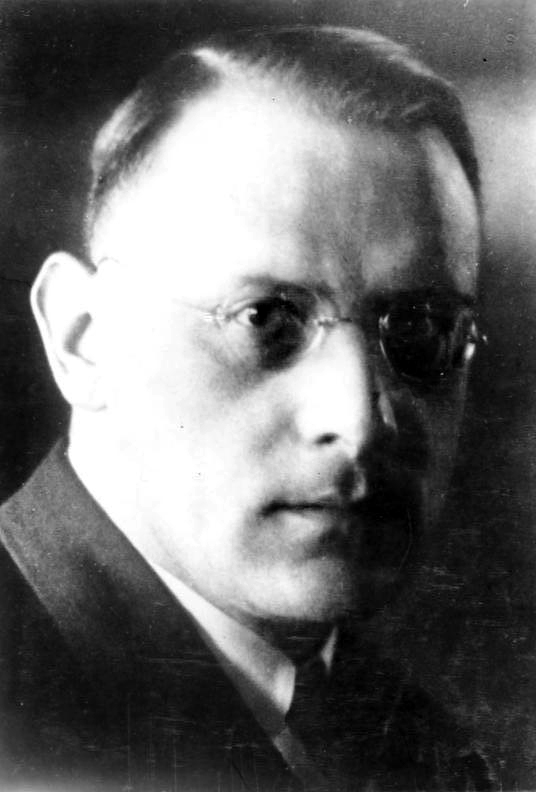
Ханс Гюнтер, нацистский расовый теоретик

Нацистский расовый теоретик Ханс Гюнтер утверждал, что «европейская раса» включает пять подтипов: «нордический», средиземноморский, динарский, альпийский и восточно-балтийский. Гюнтер использовал нордицистскую концепцию, согласно которой «нордиды» были высшими представителями расовой иерархии этих пяти подтипов. В своей книге «Расовая наука немецкого народа» (1922) Гюнтер писал, что немцы представлены всеми пятью европейскими подтипами, но подчёркивал их сильное нордическое наследие. Он определял каждый расовый подтип в соответствии с общим физическим обликом и психологическими качествами, включая «расовую душу» — со ссылкой на эмоциональные черты и религиозные убеждения. Он приводил детальную информацию о цвете волос, глаз и кожи, строении лица. Гюнтер предоставил фотографии немцев, идентифицированных как представители «нордического подтипа», из таких мест, как Баден, Штутгарт, Зальцбург и Швабия; а также немцев, которых он идентифицировал как представителей альпийского и средиземноморского подтипа, особенно из Форарльберга, Баварии и Шварцвальда в Бадене. Адольф Гитлер читал «Расовую науку немецкого народа», что повлияло на его расовую политику. Книге Гюнтера в нацистской Германии придавалось существенное значение. В конце 1940 года она, наряду с «Майн кампф» Гитлера, была включена в список литературы для идеологической подготовки вермахта перед нападением на СССР.
В «Майн кампф» (1925) Гитлер писал о роли германской крови: «Не раз в истории мы видели, как народы более низкой культуры, во главе которых в качестве организаторов стояли германцы, превращались в могущественные государства и затем держались прочно на ногах, пока сохранялось расовое ядро германцев. В течение столетий Россия жила за счёт именно германского ядра в её высших слоях населения».

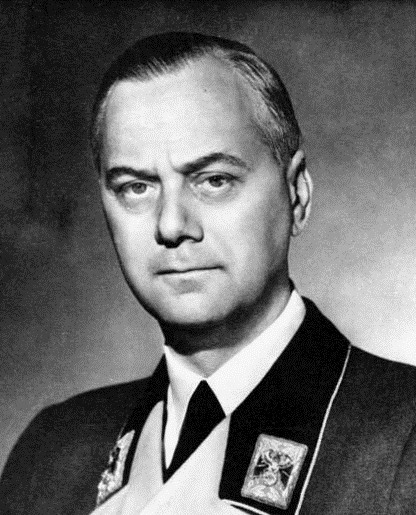
Альфред Розенберг

На Гитлера существенно повлиял Альфред Розенберг, и, как считается, многое в «Майн кампф» Гитлера было пересказом его идей. Книга Розенберга «Миф двадцатого века» (1930) была для нацистов второй по важности после «Майн кампф».
Розенберг заявлял о необходимости заново переписать мировую историю, стержень которой он видел в вечной борьбе между расами. Все крупнейшие достижения мировой культуры он относил к людям «нордической крови» и осуждал нынешний упадок германской культуры, которую разрушал либерализм. Розенберг связывал творческий дух с расой и отрицал его наличие у тех, кто происходил от смешанных браков. Розенберг рассматривал расу и народ как органическое единство души (народного духа) и тела, при котором сам образ мышления человека определялся строением его тела. Учение включало понятие «расовой души». Культуре, тесно связанной с народом, также приписывалась расовая мистическая основа, а национальному характеру — неизменность. Эти идеи обосновывали концепцию тоталитарного режима, сознательно ограничивавшего себя одним идеалом, одной политической партией и одним фюрером. Антиинтеллектуализм Розенберга наиболее явно выражался в призыве отринуть современную цивилизацию, построенную на излишнем интеллектуализме, разрывающим связи человека с природой и расой. Миф, по его мысли, содержал более глубокую истину, чем наука или здравый смысл. Розенберг сознательно строил «миф крови», или «религию расы» с целью создания нового человека и новой цивилизации. Для построения нового мифа Розенберг использовал исландскую «Эдду», германскую «Песнь о Нибелунгах», индийскую Ригведу греческую «Илиаду». Однако вопреки этим источникам, не знавшим понятия расы, историософия Розенберга рассматривала историю как борьбу рас.
Розенберг разделял популярную в начале XX века гипотезу австрийского инженера Ханса Хёрбигера о смене земных полюсов, и считал, что в далёком прошлом климат северных широт был значительно мягче. Там существовал обширный континент, связываемый им с легендарной Атлантидой, где возникла одарённая раса голубоглазых и белокурых культуртрегеров-«арийцев». После того, как древний континент ушёл под воду, эта раса распространила свою высокую культуру, включая первую письменность, по всему миру, создавая известные древние цивилизации. Богами «арийцев» были златокудрый Аполлон и воинственная Афина Паллада. Примордиальный культурный центр на далёком Севере был центральной идеей мистического Общества Туле, с которым Розенберг был связан в 1919—1920 годах. С этим обществом также были связаны многие другие ключевые фигуры будущей НСДАП. Главным мифом Розенберг считал солнечный миф, который, по его мнению, происходил с далёкого Севера, где сезоны года были ярко выражены и значение солнечного тепла и света осознавалось особенно явственно. Затем, по Розенбергу, азиатские расы перешли в наступление из своих центров в Малой Азии, и последовал упадок «нордической расы», причиной которого было межрасовое смешение, согласно одной из основных идей расизма, порождающее неполноценное выродившееся потомство. Это смешение произошло, потому что «арийцы» ввели демократические порядки — послабления в отношении рабов, эмансипацию женщин, помощь бедноте. «Арийские» небесные боги в его книге выступали против малоазийских земных богов. Упадок «нордической расы» также определяла смена прежних светлых патриархальных богов на привнесённые из Азии образы богинь со змеями.
Розенберг относил к «нордической расе» амореев (в действительности семитоязычный народ), что позволило ему объявить «нордическим» первоначальный Иерусалим, позднее, по его утверждениям, захваченный евреями. Эта идея позволила Розенбергу вслед за Хьюстоном Чемберленом считать Иисуса Христа «арийцем». Розенберг объявлял непримиримую войну христианству, которое не соответствовало «германскому духу». Он писал, что у основ Католической церкви стояли «этрусско-сирийские жрецы» и евреи. Они организовали средневековую охоту на еретиков ведьм, погубив последние остатки исконной «арийской веры» и исконного германского духа. Одним из наиболее пагубных действий Церкви, по Розенбергу, было навязывание всем расам единой религии и единого языка, навязывание «нордической расе» идеи греховности мира, которой у неё изначально не было. Розенберг утверждал, что люди и сама природа восстанут против этого неестественного порядка вещей.
С самого начала критиками отмечались многочисленные искажения Розенбергом исторических фактов. В ответ он называл учёных «коллекционерами фактов», лишёнными творческой фантазии. Как и его вдохновитель Хьюстон Чемберлен, Розенберг не имел исторического или антропологического образования. Истина для Розенберга состояла в том, что соответствовало интересам «органического расово-народного мировоззрения». Розенберг приходил к выводу, что миф сам будет создавать факты. Среди нацистских лидеров Розенберг был одним из главных противников Советской России, и под его влиянием Гитлер пришёл к идеи колонизации славянских земель, в частности, аннексии Украины.
Национал-социализм ставил своей целью создание и утверждение на достаточно обширной территории «расово чистого» государства «арийской расы», имеющего всё необходимое для благополучного существования на протяжении неопределённо долгого времени («Тысячелетний рейх»).
Рейхсфюрер СС Генрих Гиммлер, один из главных организаторов «Окончательного решения еврейского вопроса», говорил своему личному массажисту Феликсу Керстену, что он всегда носил с собой копию «древнего арийского писания» Бхагавадгиты, потому что она избавляла его от чувства вины за то, что он делал — он чувствовал, что, как воин Арджуна, он просто выполняет свой долг, не переживая за свои действия.

## Евреи

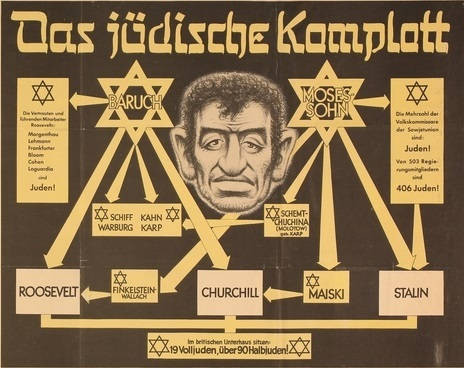
«Еврейский заговор». Нацистский плакат, отдел пропаганды НСДАП в Мюнхене, 1941. Антисемитизм в сочетании с антиамериканизмом, англофобией и теорией жидобольшевистского заговора

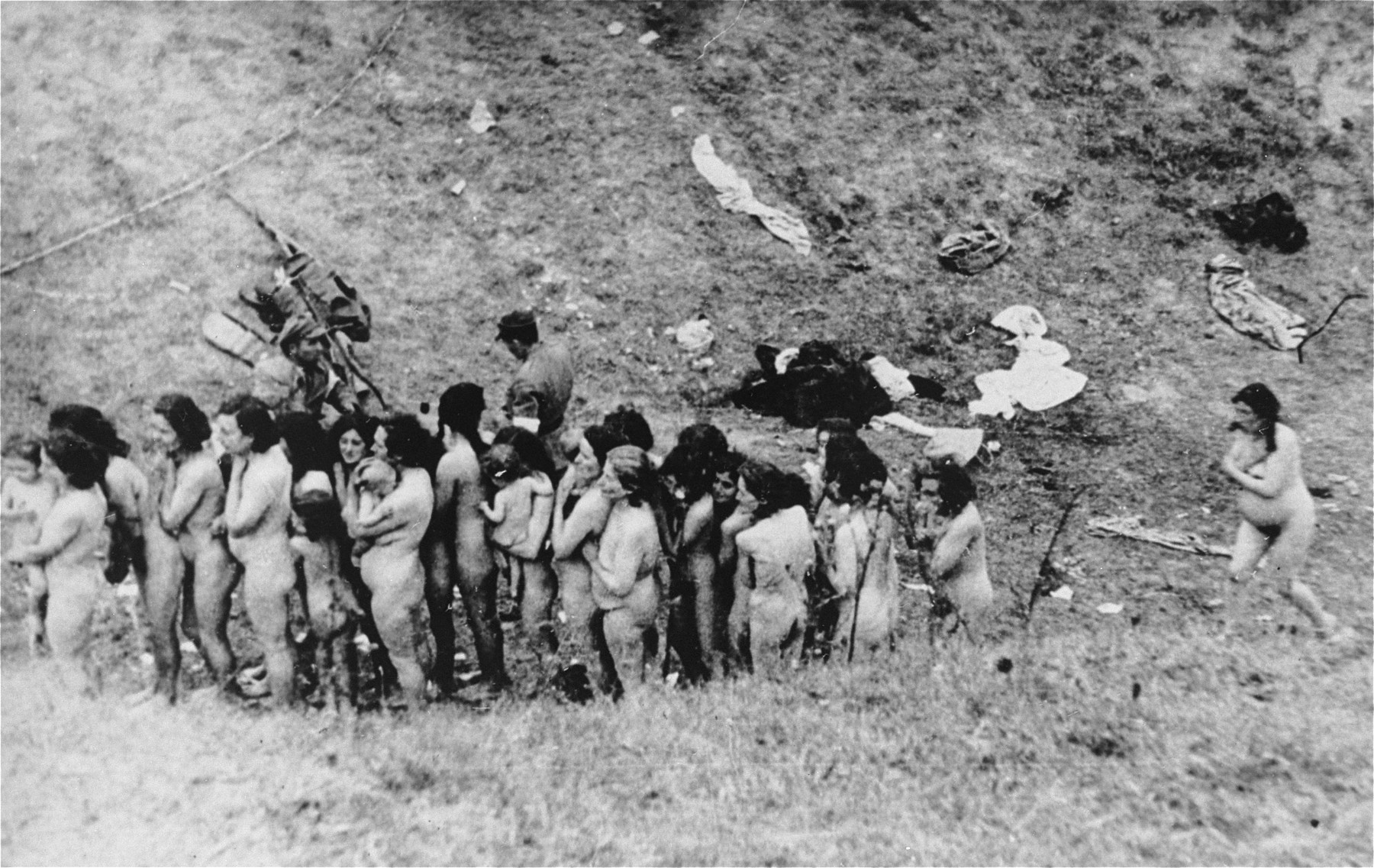
Еврейские женщины из гетто в Мизоче (Польша, ныне Украина), некоторые из которых держат на руках детей, ждут очереди на свою казнь, осуществляемую сотрудниками немецких Полиции безопасности (Зипо) и Службы безопасности (СД) при поддержке Украинской вспомогательной полиции

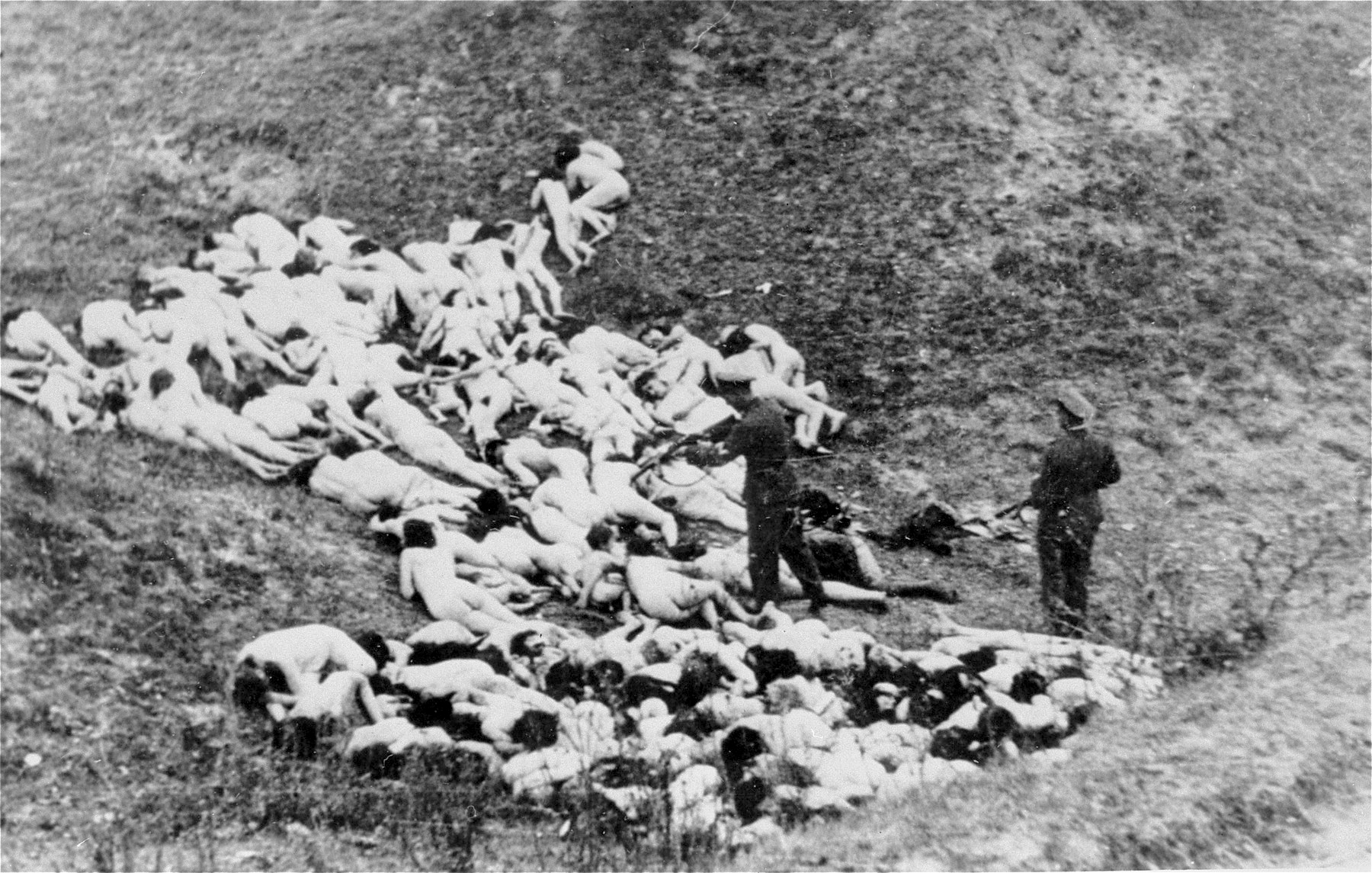
Немецкий полицейский добивает выживших еврейских женщин и детей после массовой казни

Антисемитские идеи, популярные ещё в XIX веке среди немецких националистов, были поддержаны некоторыми генетиками (См. Расовая гигиена), которые также занялись активной их пропагандой, что служило опорой для власти, проводящей расовую политику. Ключевой книгой, повлиявшей на формирование расового антисемитизма немецких национал-социалистов, стала «Основы XIX века» Хьюстона Чемберлена, где он развивал две основные темы: «арийцев» — как творцов и носителей цивилизации, и евреев — как негативной расовой силы, разрушительного и вырождающегося фактора истории.
Ханс Гюнтер отличал «арийцев» от евреев и считал, что евреи происходят от неевропейских рас, особенно от расы, которую он классифицировал как «ближневосточную», более известную как арменоидный тип. Он считал, что такое происхождение делает евреев принципиально отличными от немцев и большинства европейцев и несовместимыми с ними. Гюнтер утверждал, что «ближневосточная раса» произошла с Кавказа в V—IV тысячелетиях до н. э., распространилась в Малую Азию и Месопотамию и, в конечном счёте, на западное побережье Восточного Средиземного моря. Помимо армян и евреев, он приписал «ближневосточные характеристики» нескольким другим современным народам, в том числе грекам, туркам, сирийцам и иранцам. В своей работе «Расовые свойства еврейского народа» Гюнтер утверждал, что «расовая душа» «ближневосточной расы» характеризуется «коммерческим духом», и назвал представителей этой расы «искусными торговцами». Согласно Гюнтеру, «ближневосточный тип» представлен в основном коммерчески настроенными и ловкими торговцами, обладающими развитыми навыками психологического манипулирования, которые помогают им в торговле. Он утверждал, что «ближневосточная раса» была «порождена не столько для завоевания и эксплуатации природы, сколько для завоевания и эксплуатации людей».
В программе НСДАП «25 пунктов» заявлялось, что «ни один еврей не может быть отнесён к немецкой нации, а также являться гражданином Германии», и то, что партия борется с «еврейско-материалистическим духом». Евреи рассматривались как полный антипод немцев, им приписывалось потребительски-паразитическое существование. В силу того, что евреи объявлялись опасностью не только для немцев, но и для всего человечества, нацисты брали на себя роль «спасения человеческого рода». Созданными «мировым еврейством» или порожденными «еврейским духом» объявлялись демократические институты, свободные профсоюзы, индивидуальные свободы и права личности.
Опасность расового антисемитизма нацистов до их прихода власти в 1933 году, и даже в первое время после него, была очевидна не для всех евреев. Так, газета «Юдише рундшау» уже в августе 1933 года заявляла о надежде на то, что нацисты будут уважать права этнических меньшинств.
Результатом антисемитского компонента расовой теории нацизма стал геноцид европейских евреев.

## Цыгане

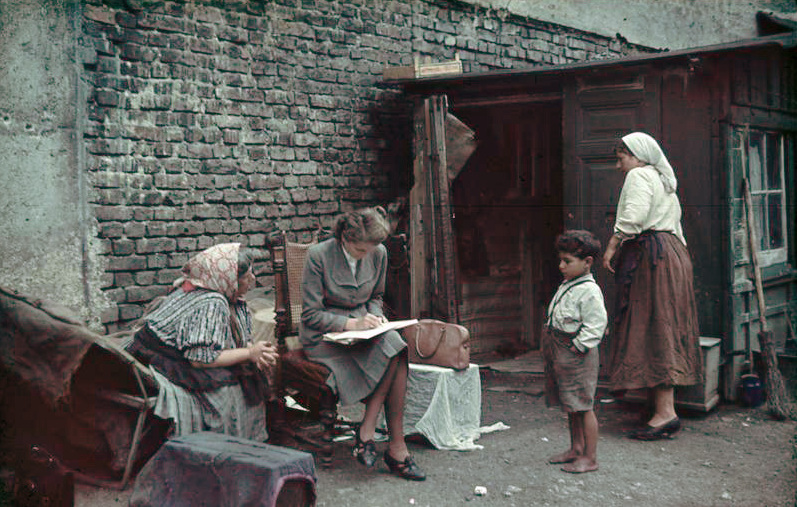
Эва Юстин собирает данные о цыганах (расовый антрополог нацистской Германии, один из главных инициаторов геноцида цыган, непосредственно ответственна за гибель нескольких десятков цыганских детей)

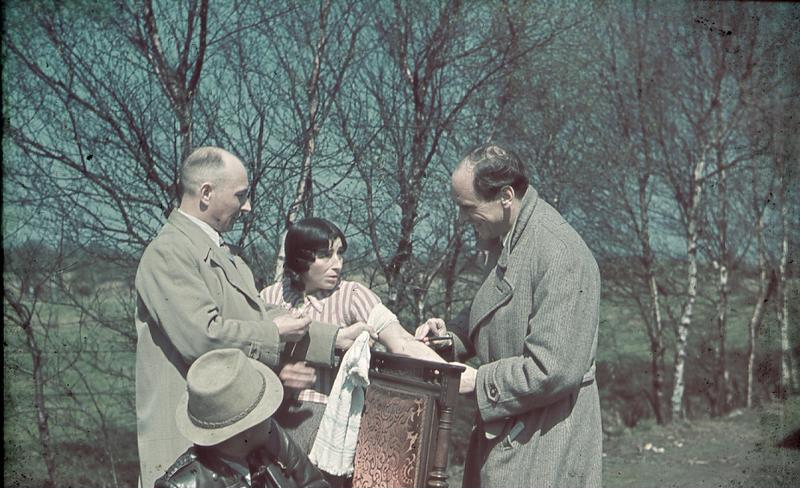
Роберт Риттер (справа) берёт у цыганки кровь на анализ (психолог, один из главных инициаторов геноцида цыган)

Цыгане тоже воспринимались с точки зрения нацистской расовой теории как угроза расовой чистоте немцев. Так как официальная пропаганда провозглашала немцев представителями чистой «арийской расы», пришедших с севера и захвативших Индию, известная сложность для теоретиков нацизма состояла в том, что цыгане, вообще говоря, являются куда как более непосредственными выходцами из Индии; они близки её нынешнему населению с объективной расовой точки зрения и говорят на языке индоарийской группы — следовательно цыгане, по крайней мере, никак не меньшие «арийцы», чем сами немцы. Выход был найден в решении, согласно которому цыгане, живущие в Европе, представляют собой плод смешения «арийского» племени с самыми низшими расами всего мира — это как бы объясняет их бродяжничество и асоциальность. Об этом писал и нацистский расовый теоретик Ханс Гюнтер. Специальная комиссия рекомендовала отделение «цыганства» (нем. Zigeunertum) от немецкого народа. «Неполноценность» цыган обосновывали немецкие психологи Роберт Риттер и его помощница Эва Юстин.
Результатом антицыганского компонента расовой теории нацизма стал геноцид цыган.

## Славяне
Идеи «второсортности» и «расовой неполноценности» славян присутствуют ещё в работах Гобино. По мнению ряда расовых теоретиков, праславяне принадлежали к нордической расе, однако к настоящему времени славяне полностью утеряли этот компонент.
Ханс Гюнтер считал, что славяне принадлежат к «восточной расе», отдельной от немцев и «нордидов», и предостерегал от смешения «немецкой крови» со «славянской».
«Моя борьба» Гитлера уже содержит идею расового превосходства германских элементов над славянскими в России. Гитлеровская концепция «арийской расы господ» («Herrenvolk») исключала из этой расы подавляющее большинство славян, поскольку считалось, что славяне испытывают опасное еврейское и азиатское влияние. По этой причине нацисты объявили славян «недочеловеками» («Untermenschen»). Исключение было сделано для небольшого процента славян, которые, по мнению нацистов, произошли от немецких поселенцев и поэтому подходят для германизации, чтобы считаться частью «арийского народа» или «нации». Гитлер описывал славян как «массу прирождённых рабов, которые чувствуют потребность в хозяине». Гитлер называл славян «кроличьей семьей», приписывая им лень и дезорганизованость. СМИ при министре пропаганды нацистской Германии Йозефе Геббельсе описывали славян как примитивных животных из сибирской тундры, похожих на «темную волну отбросов».
Одним из ведущих теоретиков расовых исследований в нацистской Германии был Эгон Фрайхерр фон Эйкштедт, автор книги «Расовые основы немецкого народа» (1934). В 1938 году его ассистентка Ильзе Швидецки опубликовала под его редакцией книгу «Расоведение древних славян». Основной идеей книги было то, что праславяне принадлежали к нордической расе, однако к настоящему времени славяне утеряли нордический компонент, почти целиком подавленный в результате смешения с восточноевропеоидной, альпийской, динарской и средиземноморской расами. Этому посвящён раздел «К вопросу размытия черт нордической расы, или денордизации, славянских народов».
В Хорватии, находившейся в союзнических отношениях с нацистской Германией, отрицалось, что хорваты являются главным образом славянским народом, и утверждалось, что они — в основном потомки готов. Но, несмотря на союз, германский нацистский режим продолжал классифицировать хорватов как «недочеловеков». Однако в условиях нехватки личного состава политика нацистской Германии по отношению к славянам изменилась, и славяне принимались на службу в вооруженные силы на оккупированных территориях, несмотря на то, что они считались «недочеловеками».
Гитлер не был уверен, являются ли «арийцами» чехи. В своей застольной беседе он говорил: «Чеху достаточно отрастить усы, чтобы любой, по тому, как они свисают, увидел, что его происхождение монгольское».

Коллективная фотография военнослужащих вермахта. На школьной доске написано мелом: «Русский должен умереть, чтобы жили мы» (Der Russe muß sterben, damit wir leben). Брянская область, 2 октября 1941

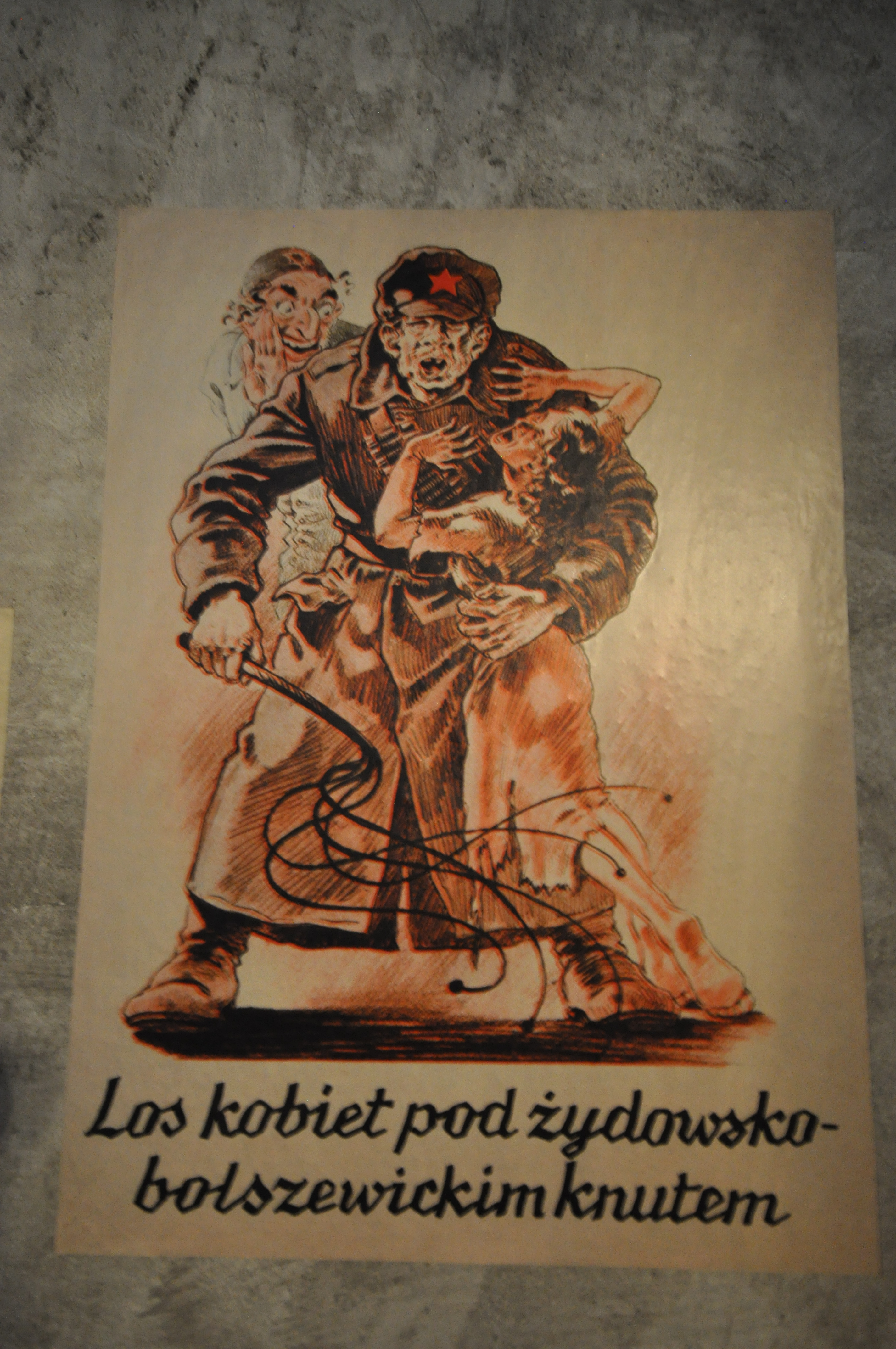
Нацистский плакат на польском языке «Судьба женщины под еврейско-большевистским кнутом». Еврей направляет «недочеловека»

Известны планы Гиммлера, изложенные в секретном меморандуме «Некоторые мысли об обращении с инородцами на Востоке», в частности о разделении населения Восточной Европы на мелкие группы и последующем уничтожении этих групп. После истребления евреев планировалось уничтожение кашубов, гуралей, лемков, и т. д. Также в меморандуме содержалось предложение ограничить образование «инородцев» «счетом до 500», написанием своего имени и знанием «закона божьего». Навык чтения назывался лишним.
Мартин Борман утверждал:

Славяне должны на нас работать. В той мере, в какой они нам не нужны, они могут вымирать. Поэтому обязательное проведение прививок и медицинское обслуживание со стороны немцев является излишним. Размножение славян нежелательно. Они могут пользоваться противозачаточными средствами и делать аборты, и чем больше, тем лучше. Образование опасно. Для них достаточно уметь считать до ста. В лучшем случае приемлемо образование, которое готовит для нас полезных марионеток.
Речь Генриха Гиммлера в Познани 4 октября 1943 года перед своими группенфюрерами отражает восприятие славян как представителей «низшей расы» и животных:

Мы должны …вести себя по-товарищески по отношению к людям одной с нами крови, и более ни с кем. Меня ни в малейшей степени не интересует судьба русского или чеха… Живут ли другие народы в благоденствии или они издыхают от голода, интересует меня лишь постольку, поскольку они нужны как рабы для нашей культуры, в ином смысле это меня не интересует. Погибнут или нет от изнурения при создании противотанкового рва 10000 русских баб, интересует меня лишь в том отношении, готов ли для Германии противотанковый ров… Известно, что такое славяне. Славянин никогда не был способен сконструировать что-либо. Славяне — смешанный народ на основе низшей расы с каплями нашей крови, не способный к поддержанию порядка и к самоуправлению. Этот низкокачественный человеческий материал сегодня так же не способен поддерживать порядок, как не был способен 700 или 800 лет назад, когда эти люди призывали варягов, когда они приглашали Рюриков. Мы, немцы, единственные в мире, кто хорошо относится к животным. Мы будем прилично относиться и к этим человеческим животным. Однако было бы преступлением перед собственной кровью заботиться о них и внушать им какие бы то ни было идеалы и тем самым ещё больше затруднять нашим детям и внукам обращение с ними.
Гитлер заявил, что, поскольку славяне являются «недочеловеками», Женевские конвенции к ним неприменимы, поэтому немецким солдатам во Второй мировой войне было разрешено игнорировать эти конвенции в отношении славян. Идея нацистов, что славяне являются «низшими неарийцами», была частью планов по созданию «жизненного пространства на Востоке» для немцев и других германских народов в Восточной Европе, инициированных во время Второй мировой войны по «генеральному плану Ост». Миллионы немцев и других германских поселенцев должны были быть перемещены на завоеванные территории Восточной Европы, в то время как десятки миллионов славян предполагалось уничтожить, переселить или обратить в рабство.
В праворадикальной среде восточноевропейских стран, включая Россию, распространена идея, что немецкие нацисты не считали славян ниже себя в расовом отношении. Ряд праворадикальных музыкальных групп исполняют песни о том, как «славяне тоже сражались в отрядах СС за чистоту арийской крови», а немцы считали русских своими «белыми братьями», тогда как всё опровергающее это — «советская пропаганда и вымысел коммунистов». Российский автор Владимир Авдеев (создатель учения «расология» о превосходстве «нордической расы» над другими) писал, что в нацистской Германии не было никакой «оголтелой целенаправленной русофобии» и славян не считали «недочеловеками». Обратное он считал «стереотипами советской и либеральной эпох», а также «безграмотной фантазией ангажированных журналистов».

## Финно-угры
Нацисты задавались вопросом, относятся ли к «арийцам» европейские народы, такие как финны или венгры. Венгры были классифицированы как «племённо чуждые», но не обязательно «кровно чуждые». В 1934 году нацисты опубликовали брошюру, в которой мадьяры объявлялись «арийцами». В статье, опубликованной нацистами в следующем году, признавалось, что были споры по поводу расового статуса венгров. Споры о том, должны ли венгры быть классифицированы как «арийцы», велись ещё в 1943 году. В 1942 году Гитлер объявил, что финны являются «расовыми соседями германцев».

## Итальянцы
Нацистские расовые теоретики задавались вопросом, являются ли в достаточной мере «арийцами» итальянцы. Гитлер считал, что северные итальянцы — в значительной мере «арийцы», но не южные. Нацисты рассматривали падение Римской империи как результат загрязнения крови в результате смешивания рас, утверждая, что итальянцы являются гибридом рас, включая расы чёрных африканцев. Гитлер упомянул своё мнение о присутствии негроидной крови у народов Средиземноморья во время своей первой встречи с Бенито Муссолини в 1934 году.

## Критика
После окончания Второй мировой войны и Холокоста «научный расизм» как теория и деятельность был осуждён, в частности в антирасистском заявлении ЮНЕСКО «Расовый вопрос» (1950): «Следует различать биологическую расу и миф о „расе“. Во всех случаях общественного применения „раса“ не столько биологическое явление, а социальный миф. Миф о „расе“ породил огромное число человеческого и общественного вреда. В последние годы он взял на себя тяжкий груз из человеческих жизней и неисчислимых страданий».
В научной литературе термин «арийская раса» вышел из употребления ещё в первой половине XX века и более не используется. Идея «арийской расы» классифицируется как псевдонаучная, в частности, псевдоисторическая.
Термин смешивает лингвистическую и антропологическую характеристики: в современной лингвистике арийскими называются индоиранские языки, а во времена возникновения термина так именовались индоевропейские языки вообще; но носители как тех, так и других не обладают общими физическими свойствами и не образуют какой-либо расы. Так, носителями арийских (индоиранских) языков являются такие разные в антропологическом отношении народы, как персы, индийцы, таджики, цыгане и другие индоиранские народы. Антропологическое разнообразие среди носителей всех индоевропейских языков ещё выше. Реальный антропологический облик первоначальных носителей индоевропейских языков (праиндоевропейцев) неизвестен, поскольку нет общепринятой точки зрения о месте и времени их существования.
Нет доказательств превосходства «нордической расы», существования высокоразвитой «арийской» цивилизации, распространения «арийской расой» культуры и цивилизации и вообще связи развития культуры и цивилизации с определённой расой. Напротив, имеющиеся научные данные говорят об иных путях миграций и распространения цивилизации. Так, народы, создавшие древнейшие цивилизации, антропологически были далеки от «нордидов», а миграции на их территории индоевропейских племён (часто также далёких от представителей «нордической расы») не сыграли решающей роли в дальнейшем развитии. Исторические арии являются предками только индоиранских народов, то есть они являются не предками или потомками германцев, славян, кельтов и т. д., а народами, имевшими с ними общих предков в лице древних индоевропейцев.
Вопреки традиционной нордицистской идее о том, что средиземноморские народы вырождаются по причине своей расовой ущербности, выраженной, в частности, в более тёмном цвете кожи, чем у «нордидов», в антропологии стала общепринятой теория депигментации, согласно которой светлый цвет кожи возник в результате депигментации более тёмной кожи. Ещё антрополог Карлтон Кун в своей работе «Расы Европы» (1939) поддержал теорию депигментации, утверждавшую, что светлая кожа «нордической расы» является результатом депигментации кожи их предков средиземноморской расы.